# Scleroderma albidum
Scleroderma albidum är en svampart som beskrevs av Pat. & Trab. 1899. Scleroderma albidum ingår i släktet Scleroderma och familjen rottryfflar.   Inga underarter finns listade i Catalogue of Life.